# David Bardens

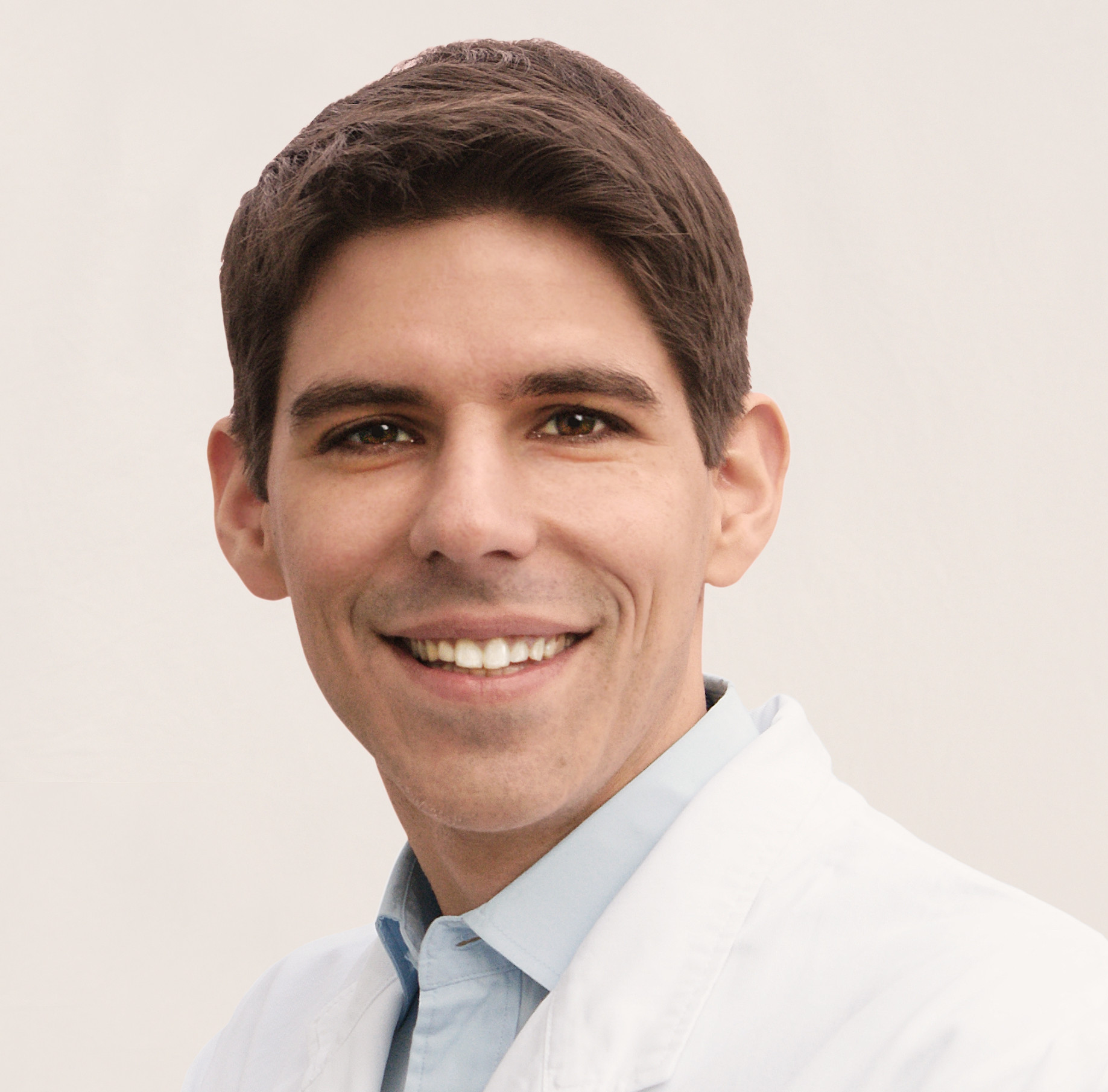
David Bardens

David Bardens (* 27. April 1984 in Homburg) ist ein deutscher Mediziner. Bekanntheit erlangte er im Frühjahr 2015, nachdem ihm in erster Instanz das Landgericht Ravensburg im Rechtsstreit gegen den Biologen Stefan Lanka die Preissumme von 100.000 Euro zusprach, die Lanka für den Nachweis des Masernvirus ausgesetzt hatte. In zweiter Instanz verlor David Bardens vor dem Oberlandesgericht in Stuttgart aufgrund einer Formalie.

## Leben
Nach dem Zivildienst absolvierte Bardens eine Ausbildung zum Rettungsassistenten beim Arbeiter-Samariter-Bund in Mainz. Das Studium der Humanmedizin in Homburg schloss er 2014 mit einer Dissertation über die laparoskopische Hysterektomie: neue Erkenntnisse zu Operationstechniken, Einflussfaktoren und zum postoperativen Schmerzverlauf ab. Während des Studiums arbeitete er unter anderem als Lehrer an einer Hebammenschule und als Perfusionist bei der Deutschen Stiftung Organtransplantation. Bardens gründete 2011 ein Lebensmittelunternehmen in Bremen, das die Anti-Kater-Limonade freigeist vertreibt. Er arbeitete nach der Promotion kurzzeitig als Assistenzarzt an der Universitätsfrauenklinik in Homburg, übersiedelte dann jedoch nach Schweden, wo er gegenwärtig als Allgemeinmediziner praktiziert. Er ist ein Enkel des ehemaligen Bundestagsabgeordneten Hans Bardens (SPD). Seit 2020 ist er Mitglied im wissenschaftlichen Beirat des Hans-Albert-Instituts.

## Prozess gegen Stefan Lanka
Im November 2011 lobte der aus Publikationen bekannte Impfgegner Stefan Lanka online ein Preisgeld von 100.000 Euro für den Existenznachweis des Masernvirus und die Bestimmung seines Durchmessers aus. Lanka vertritt die wissenschaftlich nicht anerkannte Ansicht, dass Masern ihren Ursprung in einer Kombination aus psychosomatischen Gründen und einer Vergiftung hätten. Bardens, seinerzeit noch Medizinstudent, ließ sich die Ernsthaftigkeit der Ausschreibung von Lanka mit Datum vom 30. Januar 2012 schriftlich bestätigen und stellte auf die Bestätigung hin sechs Artikel aus Fachzeitschriften zusammen, die den geforderten Nachweis erbringen und die er Lanka per Einschreiben unter Angabe seiner Kontonummer mit der Bitte zusandte, ihm das Preisgeld zu überweisen. Lanka weigerte sich, woraufhin Bardens beim Landgericht Ravensburg Klage erhob.
Über den Masern-Prozess berichteten zahlreiche, auch internationale Medien.
Lanka vertrat die Position, dass die Bilder in den Artikeln nicht das Masernvirus, sondern andere Viren zeigten. Zudem habe er in der Ausschreibung ausdrücklich Publikationen vom Robert Koch-Institut gefordert und verweigert daher weiterhin die Auszahlung des Preisgeldes.

### Urteil des Landgerichts Ravensburg vom 12. März 2015
Das Landgericht Ravensburg forderte ein Gutachten beim Direktor des Instituts für Medizinische Mikrobiologie, Virologie und Hygiene in Rostock, Andreas Podbielski an. Geklärt werden sollte die Frage, ob die verwendeten Veröffentlichungen wissenschaftlichen Standards genügen und nach dem gegenwärtigen Stand der Wissenschaft den streitgegenständlichen Nachweis erbringen. Lanka hatte selbst als Virologe in seiner Dissertation dieselben Techniken angewandt wie die Autoren der eingereichten Arbeiten. Das Landgericht sprach Bardens am 12. März 2015 das Preisgeld in voller Höhe zu. Lanka kündigte an, gegen das Urteil Berufung einlegen zu wollen. Seit dem Prozess konnte Bardens in Deutschland nach eigenen Angaben nur mit Personenschützern öffentlich auftreten, da er von Impfgegnern persönlich bedroht wurde.

### Urteil des Oberlandesgerichts Stuttgart vom 16. Februar 2016
Das Oberlandesgericht Stuttgart gab am 16. Februar 2016 der Berufung statt. Begründet wurde das mit dem besonderen Wesen der Auslobung: Der Auslober (Stefan Lanka) habe sich eine einzige Arbeit mit dem Beweis gewünscht, der Kläger habe hingegen mehrere Publikationen geliefert, die nur in der Summe den Nachweis erbringen können.
Nach dem Urteil des Oberlandesgerichts Stuttgart legte Bardens Nichtzulassungsbeschwerde beim Bundesgerichtshof (BGH) ein. Diese wurde am 20. Januar 2017 vom BGH verworfen. Damit ist das Urteil des OLG rechtskräftig.

## Publikationen
- Inhibition of hemoxygenase-1 improves survival after liver resection in jaundiced rats. Epub 2009.
- Im Autorenteam, "Five minutes of extended assisted ventilation with an open umbilical trocar valve significantly reduces postoperative abdominal and shoulder pain in patients undergoing laparoscopic hysterectom". Eur J Obstet Gynecol Reprod Biol. 2013 Nov;171(1):122-7. doi:10.1016/j.ejogrb.2013.08.014. PMID 23998556.
- Im Autorenteam, "The impact of the body mass index (BMI) on laparoscopic hysterectomy for benign disease" Arch Gynecol Obstet. 2014 Apr;289(4):803-7. doi:10.1007/s00404-013-3050-2. PMID 24113992.
- Im Autorenteam, "Comparison of Total and Supracervical Laparoscopic Hysterectomy for Benign Disease in a Collective of 200 Patients", Journal of Gynecologic Surgery. Oktober 2012, 28(5): 333–337. doi:10.1089/gyn.2012.0016.